# Julia Damasiewicz
Julia Damasiewicz (22 de octubre de 2004) es una deportista polaca que compite en vela en la clase Formula Kite. Ganó una medalla de oro en el Campeonato Europeo de Formula Kite de 2020.

## Palmarés internacional
| \| Campeonato Europeo \| Campeonato Europeo \| Campeonato Europeo \| Campeonato Europeo \| \| Año \| Lugar \| Medalla \| Clase \| \| ------------------ \| ------------------ \| ------------------ \| ------------------ \| \| 2020 \| Puck (Polonia) \| Medalla de oro \| Formula Kite \| |                |                |              |
| Campeonato Europeo |                |                |              |
| Año | Lugar          | Medalla        | Clase        |
| 2020 | Puck (Polonia) | Medalla de oro | Formula Kite |